# Paradampetrus leopoldi
Paradampetrus leopoldi is een hooiwagen uit de familie Assamiidae.